# 金涵水库
金涵水库是中国福建省宁德市境内的一座水库，位于小金溪上，建于1976年。水库正常库容为1430万立方米，集雨面积为36平方千米，海拔为77.5米。